# Hemiphora

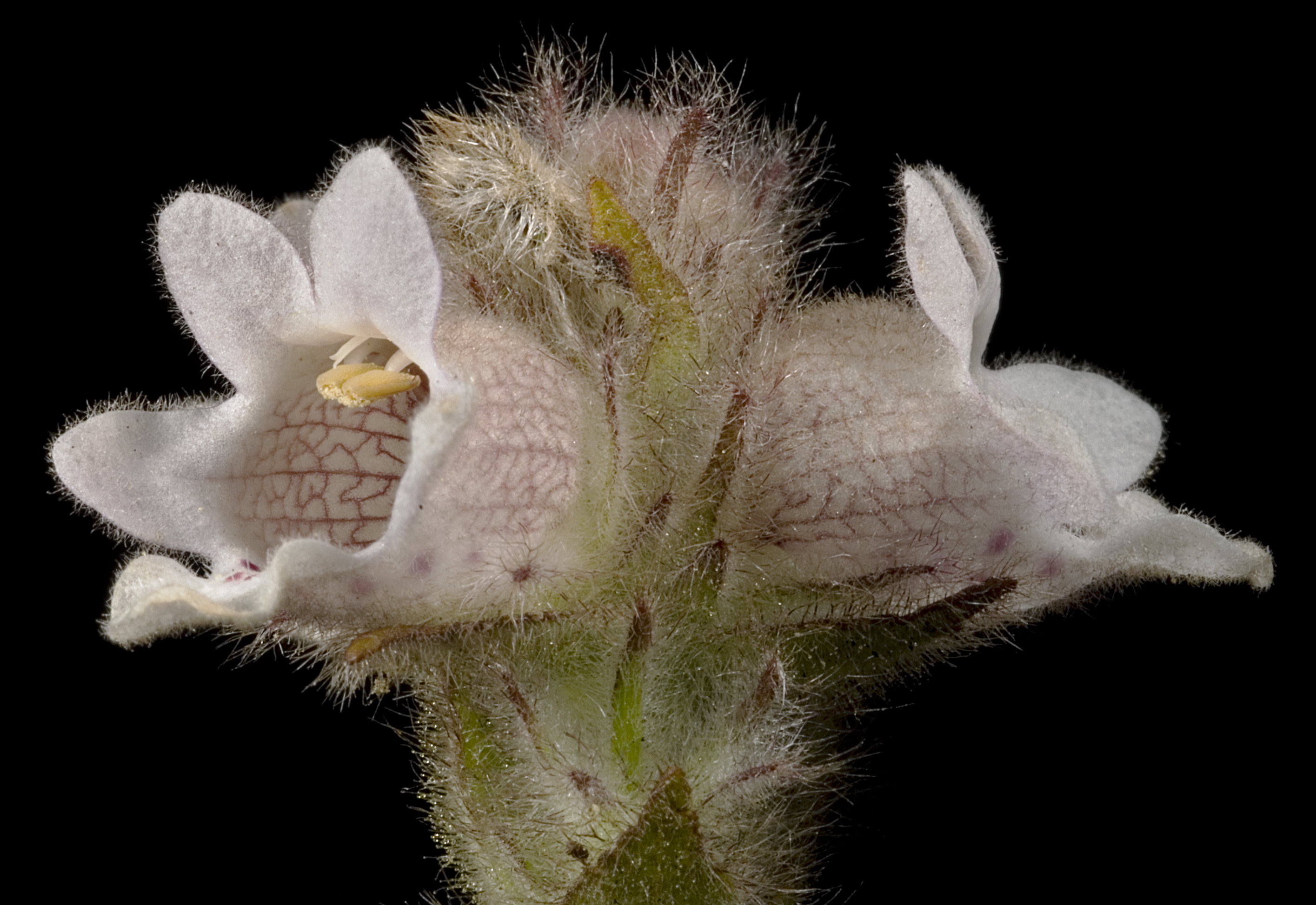
Hemiphora elderi, detalle.

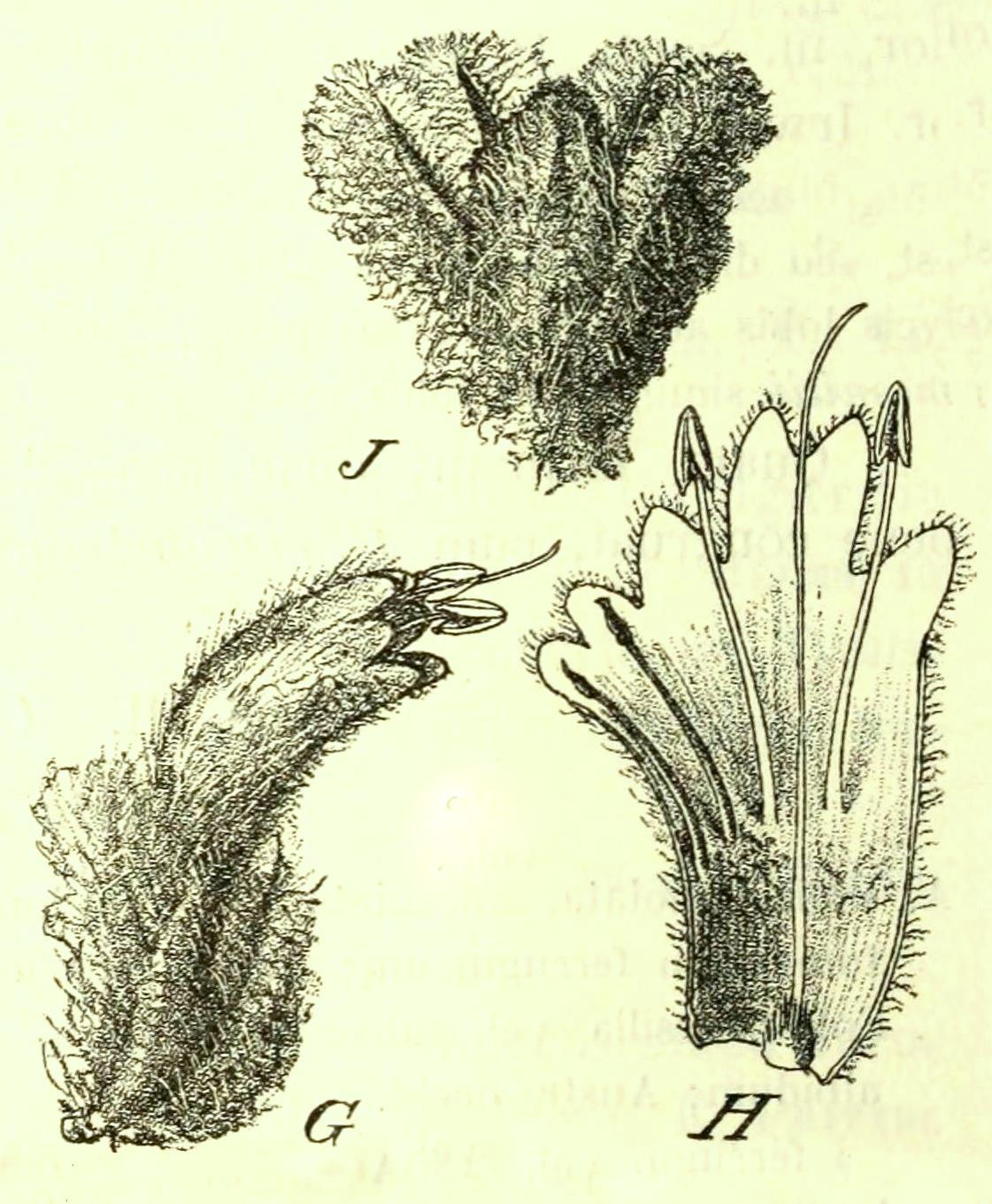
Hemiphora elderi: detalles de una flor en Adolf Engler, Botanische Jahrbucher fur Systematik, Pflanzengeschichte und Pflanzengeographie, 1905 - G: flor, H: corola abierta, J: cáliz.

Hemiphora es un género de plantas con flores de la familia de las lamiáceas. En su aceptación actual ampliada, incluye 5 especies aceptadas; previamente, el género era considerado monoespecífico, con Hemiphora elderi como única especie. Es estrictamente endémico de Australia occidental (Estado de Western Australia).

## Descripción
Son matas perennes de poca altura (unos 50cm), densamente peludo-lanosas con pelos dendroides, de tallo erecto ramificado con hojas simples, densamente peludas, enteras o serradas, sésiles y algo decurrentes, opuestas o decusadas o en verticilos de 3, pudiendo parecer estrechas por el borde fuertemente revoluto, de haces rugosas o con hinchazones. Las flores son axilares y solitarias, zigomórficas, hermafroditas, bibracteoladas, con el cáliz profundamnete pentalobulado y de tubo corto, mientras la corola es bilabiada, pentamera, con tubo largo, curvado y distalmente dilatado y con el labio superior bilobulado y el inferior trilobulado. Hay 4 estambres, implantados en la mitad inferior del tubo de la corola, todos fértiles o los 2 inferiores reducidos a estaminodios; el conectivo carece de apéndices o son inconspicuos. El fruto es seco, indehiscente o dividido en 2 mericarpos con semillas dilatadas multirepliegadas.

## Taxonomía
El género ha sido establecido por Ferdinand von Mueller y publicado en Systematic Census of Australian Plants, p. 103 en 1883,. y que había anteriormente descrito, como Chloanthes elderi de especie tipo, en Fragmenta phytographiæ Australiæ, 1876, p. 13. La especie tipo es Hemiphora elderi F.Muell. (F.Muell.), especie que se consideró durante tiempo como la única del género.
- Nota: Recientes estudios citológicos[5] conducen a desmembrar el antiguo género Pityrodia por polifilético[8] y, entre otros cambios, extender el género Hemiphora F.Muell. para incluir ciertas especies antes atribuidas a Pityrodia.

Etimología
Hemiphora, vocablo construido con el griego ήμί, medio, mitad y φορά, tener, soportar, llevar; o sea «que lleva la mitad», pues el género, cuando se estableció, contaba con una única especie, H. elderi, que tiene solo 2 estambres fértiles y los otros 2 reducidos a estaminodios.Comparable a la etimología, similar, de otros 2 géneros de la familia: Hemigenia y Hemiandra.

## Especies aceptadas
- Hemiphora bartlingii (Lehm.) B.J.Conn & Henwood
- Hemiphora elderi (F.Muell.) F.Muell.
- Hemiphora exserta (Benth.) B.J.Conn & Henwood
- Hemiphora lanata (Munir) B.J.Conn & Henwood
- Hemiphora uncinata (Turcz.) B.J.Conn & Henwood[1]